# Autobusový záliv

Diagram provedení zálivu ve Spojeném království

Autobusový záliv je odstavná plocha na straně silnice, kde může autobus zastavit a neblokuje tak zbytek silničního provozu.
Časová prodleva nutná k opuštění může být zakotvena v legislativě. V Česku jsou řidiči při jednopruhovém provozu povinni nechat autobus opustit zastávku, ale tato povinnost platí pouze v zastavěných oblastech (§ 25 odst. 6 zákona o provozu na pozemních komunikacích). V českých technických normách z 1970 a 1990 (ČSN 73 6425) se doporučuje stavět autobusové zálivy na všech třídách silnic, nová verze ČSN 73 6425-1 z roku 2007 dává přednost autobusovým zastávkám v jízdním pruhu v souladu s konceptem dopravního zklidňování. Na silnicích vyšších tříd jsou autobusové zálivy povinné.

## Rozměry
ČSN uvádí podle umístění šířku zastávkového zálivu mezi 2,75 a 3,5 m, v zastavěné oblasti nejčastěji 3,0 m. Délka zálivu vychází z délky nástupní hrany (12–37 m), ke které se přidají zařazovací a vyřazovací klín. Zařazovací pruh bývá od 5 m ve stísněných podmínkách intravilánu až po 70 m na silnicích mimo zástavbu. Vyřazovací pruh je pak v rozmezí 10–50 m.

## Externí odkazy

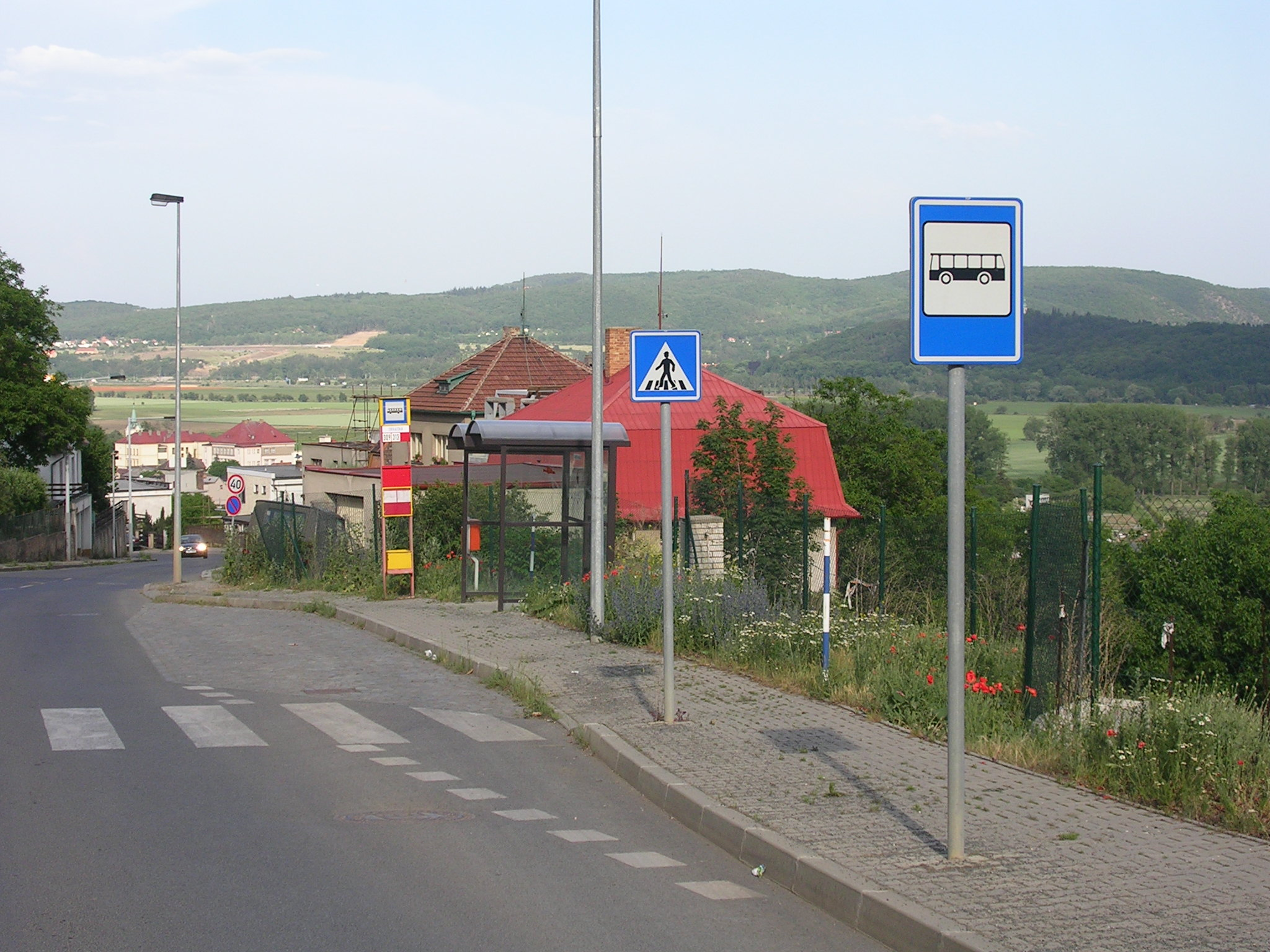
Autobusový záliv v Praze-Radotíně